# Irena Kamińska
Irena Janina Kamińska (ur. 7 grudnia 1948) – polska prawnik, sędzia sądów powszechnych i administracyjnych. W latach 2008–2009 prezes Stowarzyszenia Sędziów Polskich „Iustitia”, w latach 2010–2018 prezes Stowarzyszenia Sędziów „Themis”; członkini i rzecznik prasowy Krajowej Rady Sądownictwa.

## Życiorys
W 1975 ukończyła studia prawnicze na Wydziale Prawa Uniwersytetu Łódzkiego. Początkowo była kuratorem zawodowym, w 1979 rozpoczęła orzekanie w sądownictwie powszechnym. Została sędzią Sądu Okręgowego w Łodzi. W latach 1998–2002 była członkinią Krajowej Rady Sądownictwa, zasiadała w jej prezydium i była rzecznikiem prasowym KRS. W 2002 zaczęła orzekać w Naczelnym Sądzie Administracyjnym. W 2004 została przewodniczącą Wydziału Informacji Sądowej NSA. Objęła stanowisko wiceprezesa Wojewódzkiego Sądu Administracyjnego w Warszawie. Później powróciła do orzekania w Naczelnym Sądzie Administracyjnym.
Przez kilkanaście lat była zaangażowana w działalność Stowarzyszenia Sędziów Polskich „Iustitia”, w latach 2008–2009 była prezesem tej organizacji. W 2010 była członkiem założycielem Stowarzyszenia Sędziów „Themis” i została jego prezesem. Funkcję tę pełniła do stycznia 2018, po czym została członkiem zarządu stowarzyszenia.